# Pierre-Yves Le Borgn’
Pierre-Yves Le Borgn’ (ur. 4 listopada 1964 w Quimper, Finistère) – francuski prawnik i polityk, członek francuskiej Partii Socjalistycznej i Partii Europejskich Socjalistów. Został wybrany na deputowanego Francuzów za granicą (Europa Środkowo-Wschodnia) w czerwcu 2012.

## Życiorys
Pierre-Yves Le Borgn’ pochodzi z rodziny nauczycieli z Bretanii. Po ukończeniu szkoły średniej studiował pierwsze prawo w Nantes i nauki polityczne w Instytucie Nauk Politycznych w Paryżu). W czasie studiów wstąpił do Partii Socjalistycznej. Ukończył Kolegium Europejskie w Brugii. Nie wrócił potem z powrotem do Francji, ale pracował stale za granicą, szczególnie w Stanach Zjednoczonych, Luksemburgu, Belgii, a ostatnio w Niemczech, a dokładniej w Moguncji, gdzie pracował od 2005 roku w branży energii odnawialnej w firmie produkcji paneli słonecznych.